# Gemeente Belangen Veldhoven
Gemeente Belangen Veldhoven is een Nederlandse lokale politieke partij, actief in de gemeente Veldhoven.
De partij werd in 1966 opgericht door Ben Schellekens en Lau Donkers. Bij de gemeenteraadsverkiezingen van 2002 kreeg GBV vijf zetels in de Veldhovense gemeenteraad. Samen met het CDA en de VVD vormde de partij een coalitie, waarbij GBV een van de vier wethouders mocht leveren.
Dit werd wethouder Hans van de Looij. Zijn portefeuille bevatte Wijkbeheer, Verkeer en Vervoer, Openbare Werken, Monumentenbeleid, Onderwijs, Jeugdbeleid en Welzijn.
Na de gemeenteraadsverkiezingen van 7 maart 2006 hield GBV vier gemeenteraadszetels over en belandde de partij in de oppositie.